# 太平山三吉神社
太平山三吉神社（たいへいざんみよしじんじゃ）は、秋田県秋田市に鎮座する神社。山岳信仰の対象。太平山のふもとに里宮が、山頂に奥宮がある。

## 祭神
- 大己貴大神（おおなむちのかみ）
- 少彦名大神（すくなびこなのおおかみ）

- 三吉霊神（みよしのおおかみ）

三吉霊神は太平の城主、藤原三吉（鶴寿丸）が神格化されたと社伝にあるが、基本的に山岳信仰による神である。力、勝負、破邪顕正を司る神である。

## 由緒
社伝によれば白鳳2年（673年）、役小角が創建したという。その後延暦20年（801年）征夷大将軍坂上田村麻呂が戦勝を祈願して社殿を建立し、鏑矢を奉納したという。
中世を通じて薬師如来を本地仏とする修験道の霊場として崇敬され、近世には秋田藩主佐竹氏からも社領を寄進され、現在の里宮は8代曙山佐竹義敦の建立である。戊辰戦争では奥羽鎮撫総督 九条道孝の祈願所となった。
現在も東北地方を中心として全国に三吉神社が祀られ、太平山講、三吉講も広く分布している。

## 祭事
- 1月17日：三吉梵天祭[4]
- 5月8日：春の例大祭[4]
- 7月17日：開山祭[4]（御神体が里宮から奥宮（太平山山頂）へ遷る）
- 8月8日：講社大祭[4]
- 9月17日：閉山祭[4]（御神体が奥宮から里宮へ遷る）
- 10月17日：秋の例大祭[4]

## 境内外社
- 奥宮：（秋田市太平山谷字谷山21、秋田市仁別字務沢、太平山山頂【地図】）

祭神：大己貴大神、少彦名大神、三吉霊神
創建：伝白鳳2年

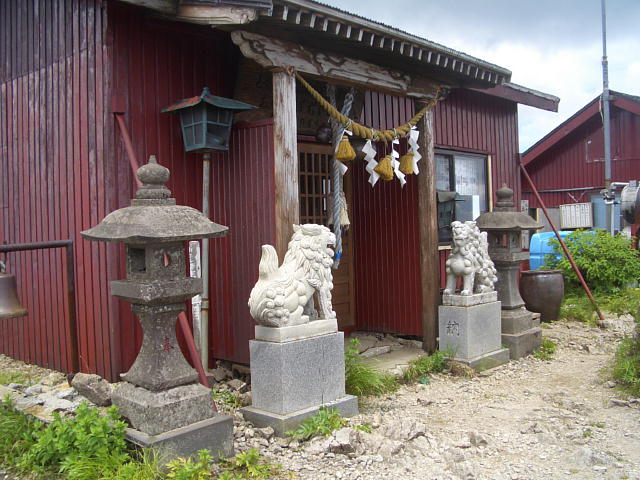
木曽吉山神社：（秋田市太平八田字矢櫃、中岳山頂【地図】）

祭神：金山比古神、金山比賣神
創建：弘化3年（1846年）
- 神仙山神社：（秋田市太平八田字矢櫃、前岳山頂【地図】）

祭神：事代主神、大綿積神、猿田彦神
創建：弘化年間以前
- 御手洗神社：（秋田市仁別字務沢1）

祭神：火産霊神、祓戸神
創建：不明
- 御滝神社：（秋田市仁別字務沢）

祭神：火産霊神、祓戸神
創建：不明
- 太平山三吉神社 奥宮

## 参籠所
太平山頂の奥宮に隣接して参籠所（山小屋）があり、夏季は神社関係者が常駐する。宿泊・食事は要予約。休憩無料。

## 太平山信仰
太平山は山そのものが神である。その三吉霊神は力の神、勝利の神、事業の神、農耕の神、受験の神である。修行のために太平山にこもり修業によって自ら神になったとされる。菅江真澄は「勝手能雄弓（かってのおゆみ）」で、鎌倉時代に鳥海山麓の矢島から大江氏が居住していた。その一族が太平に移住して永井氏と名乗ったが、一帯を旧氏名にあやかって大江平（おおえだいら）と言った。それがなまった大平（おえだら）となったという説を紹介している。現在でも地元民は「おえだら」という。この説を延長するとおえだらの山すなわち太平山となる。太平山は大江氏を通して薬師如来とされた。これは鳥海山から来たもので、鳥海山も薬師如来である。佐藤久治は太平山と三吉野（吉野山）との類似性を指摘して、三吉はもともと三吉野から来たと推定している。
太平山の山名が固定された時代は定かではない。金峰山、薬師峰、三本ヵ岳、大蛇峯（おろちね）などともよばれた。太平山信仰が一般化したのは江戸中期である。村々に講中ができ板碑が建てられたのは文化文政年間（1803年-30年）である。登山者が多い割には特にガイドを必要とせず、したがって登山口に修験集団はできなかった。修験は登山口で神社の別当をするにとどまった。太平山や三吉さんが全国的に広がったのは銘酒太平山の宣伝広告に平行し、正月の祭典である梵天が珍祭として観光資源となったことが大きく影響を及ぼしている。
山頂の太平山三吉神社奥宮は祀神が大己貴命、スクナビコナ、三吉霊神である。白鳳2年に役小角が創立し、延暦2年に坂上田村麻呂が再興したと伝わる。明治6年に郷社、明治12年に県社、明治39年に太平山三吉神社となり、大正2年に赤沼に里宮の設置許可が降りる。6月28日に太平山参がある。江戸時代末期には爆発的な太平山信仰の広がりがあった。各地の修験を仲介に講中ができ、三吉神社あるいは太平山神社を作った。しかし、多くは小堂や石堂である。89ヶ所もの社が佐竹藩六郡に広がっていた。由利郡と本庄市には4社ほどあった。また、男鹿市にはまったくなく、南秋田郡には2社しかなかった。これは男鹿の真山本山信仰圏には浸透できなかったものと考えられる。1910年（明治43年）前後の神社合併促進運動のため多くの社は合併されていった。また、標高500m以下の山を「太平山」として土地の修験者は修験の場として講中はその山に登って太平山信仰の代わりにした。これがミニ太平山である。河辺郡雄和町や仙北郡西仙北町、大曲市の姫神山、雄勝郡羽後町、山本郡二ツ井町に5山があり（いずれも旧町名）すべて太平山の名称で呼ばれている。
三吉神の最も古い記録は、只野真葛や菅江真澄のものがある。江戸女流文学者の只野真葛が著した『むかしばなし』では三吉鬼は「見知らぬ男」と言われている。酒屋で酒を飲んで、そのまま出ていこうとするが、そこで男に酒代を請求すると必ず災いに遭い、酒を捧げると酒代十杯ほどの薪が門に積み上がっている。それからは、その男だろうと酒をあくまで飲ませれば必ず夜中に代わりの物が積み上がっているので、誰が言うと無く「三吉鬼」と呼んだ。後にはどこかの山の大松をこの庭に移してくれと願をかけて酒樽をささげると酒は無くなり一夜のうちに松の木が庭に植えられている。大名も人力で動かせない品を酒を出して願うと、願いに従って運ぶ。三吉鬼三吉鬼ともてはやしたが、文化年中より三～四十年前より絶えてその者は人里に出なくなってしまった。菅江真澄は『月酒遠呂智泥』で、ある年仙北郡のなる外大伴村（外小友村）で相撲取りをして世を渡っている若者が、太平山に登り三吉神に酒や粢を供えることでカ士は力を得ている。三吉神の力の神としての性格がうかがえる。一方「三吉」の所在を尋ねられた籠舎にいた人々が「神仙であるからどことも定まっていない」と答えていることにも注目すると、太平山村近の人々は三吉神が神仙であると認識していることになる。太平山三吉神社に保存されている棟札にも「仙人三吉権現」（1691年）と記されていることから、三吉神は元々仙人と考えられていたと推測できる。
太平山の神を三吉（みつよし）大権現として、近頃西蝦夷地（北海道）の場所場所で大いに信仰している。元は増慶（毛？）から発祥したと由縁を聞いたが長いので省略する。増毛の運上屋で甲子の年に神社を新しく建て勧請した。利尻島の運上屋も乙丑の年に神社を建てて祀ったという。浜に居住する漁師も、増毛あたりは10に6から7は信仰している。秋田の太平山は薬師を祀っている。あるいは三吉という神仙を伝えている。三吉と唱えることは楢山村の百姓伝之助というものが、近年木曽石に新たに神社を建てて祀った時に、彼が初めて唱えたことである。廃藩置県となって、新規の神社になると伝之助が鎮守となった。
近世期なかばに、太平山信仰は秋田藩（久保田）内の庶民の間に定着した。そして、文化文政年間には各村で太平山信仰の講が組織されるようになった。その伝統は現在も命脈を保っており、平成11-12年(1999年-2000年)の時点で、太平山三吉神社総本宮（奥宮・里宮）に定期的に参拝を行う講が85団体、同じく三吉神社総本古が16団体存在した（合計101団である。これらの約8割が秋田県内で組織された講であることから、太平山は、主に秋田県の人々が信仰を寄せる霊山だと言えよう。一つの太平山信仰の講社には約15世帯が加入しており、一般に、戸主（男性）がその活動に参加することになっている。
太平講の秋田市外旭川の梶目地区の1979年の実態は「夏季の太平山登山を目的にした団体であったが、次第に信仰は薄れ楽しみ会に移行している。8人ほどの会員が、1ヶ月に1回夜間に十月は昼から盛大に持ち回りで飲食を行う。床間には三吉大明神の掛物をかけ『ロッコンザイショウ　太平山三吉ノ権現　ザンギザンギ』と唱える。もともとは夕方法螺貝を吹き集会をして、登山の時は精進をして魚肉を絶ち水浴び（垢離取り）をした。正月の梵天あげと、近隣への梵天参加が最大行事である」というものであった。八郎潟周辺の事例では、八郎潟周辺に太平講は広く存在していた。琴浜村野石八幡神社の境内には1858年と記録された太平山碑がある。太平山神像は薬師像ではなく斧を持った山神像そっくりである。鹿渡町の『太平山議員名簿』の規約によれば「毎月13日に集まって遥拝する。旧1月17日に太平山三吉神社に、旧7月14日に太平山まで1名以上が参拝すること」となっている。17日は太平山三吉神社の縁日であって、その日に会合を持つ例が多く、17日講とも言われている。八竜村追泊では11名の会員が17日に会合を行い「さんぎ　さんぎ　六根さんぎ　お山八大金剛童子」と唱える。戦中・戦後の頃から三吉神社への参拝だけの活動になっていたが、最近はそれすらも少なくなっている。上小阿仁村での太平山講は地区によって違っており、料理をもちより地区の太平山の祠にお参りをしたり、太平山まで行き参拝して帰りは萩形で一泊する地区などがあった。
秋田戦争時には修験僧が太平山に籠もって朝敵退散の修法をしている。飯田川の小玉醸造は酒造業をはじめ「金剛」という銘酒を売り出した。最初は好評だったが2・3年にして販路が止まった。ある夜「太平山に登れ」という夢告があり、はたと思いついて銘酒を「太平山」と改名したところ、需要は急増し全国的な銘酒に成長した。そして太平山の名がこの銘酒によって広がる結果ともなった。

## 年表
〈〉は関連事項
- 白鳳2年（673年）：伝役小角創建[1]
- 延暦20年（801年）：伝坂上田村麻呂社殿建立[1]
- 慶長7年（1602年）：〈佐竹義宣、秋田入封。〉
- 明治元年（1868年）3月：〈神仏分離令〉
- 明治4年（1871年）5月14日：〈社格制度制定〉

## 交通
秋田中央ICから約4キロメートル、秋田県道28号秋田岩見船岡線沿い

### バス
- 三吉神社入口 停留所（秋田駅から大学病院線・太平八田線）[18]
  - 秋田中央交通